# Episodi di Bloom (seconda stagione)
La prima stagione della serie televisiva Bloom è stata distribuita sulla piattaforma streaming australiana Stan il 9 aprile 2020.
In Italia, la stagione è inedita.
| nº | Titolo originale           | Titolo italiano | Prima TV USA  | Prima TV Italia |
| -- | -------------------------- | --------------- | ------------- | --------------- |
| 1  | Blip                       |                 | 9 aprile 2020 | inedito         |
| 2  | Fruit of the Earth         |                 | 9 aprile 2020 | inedito         |
| 3  | Hand of God                |                 | 9 aprile 2020 | inedito         |
| 4  | Truer Love                 |                 | 9 aprile 2020 | inedito         |
| 5  | The Evermore               |                 | 9 aprile 2020 | inedito         |
| 6  | The Cult Of Gwendolyn Reed |                 | 9 aprile 2020 | inedito         |